# Fred Martin (futebolista)
Fred Martin (Carnoustie, 13 de maio de 1929 - 20 de agosto e 2013) foi um futebolista escocês que atuava como goleiro.

## Carreira
Fred Martin fez parte do elenco da Seleção Escocesa de Futebol, na Copa do Mundo de 1954.[carece de fontes?]